# (33301) 1998 KH47
1998 KH47 (asteroide 33301) é um asteroide da cintura principal. Possui uma excentricidade de 0.03644470 e uma inclinação de 12.28159º.
Este asteroide foi descoberto no dia 22 de maio de 1998 por LINEAR em Socorro.